# Yakovenchukita-(Y)
La yakovenchukita-(Y) és un mineral de la classe dels silicats. Rep el seu nom de Victor N. Yakovenchuk, mineralogista rus de l'Institut Geològic de Kola.

## Característiques
La yakovenchukita-(Y) és un fil·losilicat de fórmula química K₃NaCaY₂[Si₁₂O30]·4H₂O que va ser aprovat per l'Associació Mineralògica Internacional l'any 2006. Cristal·litza en el sistema ortoròmbic. La seva duresa a l'escala de Mohs és 5. És un mineral amb un nou tipus d'estructura amb un marc octaedro-tetraèdric microporós de tetràedres de SiO₄ i octàedres de YO6-.
Segons la classificació de Nickel-Strunz, la yakovenchukita-(Y) pertany a «09.EF - Fil·losilicats amb xarxes senzilles amb 6-enllaços, connectades per M[4], M[8], etc.» juntament amb els següents minerals: petalita, sanbornita, searlesita, silinaïta i kanemita.

## Formació i jaciments
Va ser descobert l'any 2006 a la mina d'apatita de Kirovskii, a la Península de Kola (óblast de Múrmansk, Rússia), en un estret filó de sodalita-aegirina-microclina tallant ijolita-urtita en un massís alcalí. És un mineral hidrotermal de baixa temperatura, secundari, format per l'alteració de minerals rics en terres rares. Sol trobar-se associada a altres minerals com: estroncianita, sodalita, rinkita, piroclor, molibdenita, microclina, litargiri, plom, galena, fluorita, donnayita-(Y), catapleiïta, calcita, fluorapofil·lita-(K) o aegirina.